# James Bates

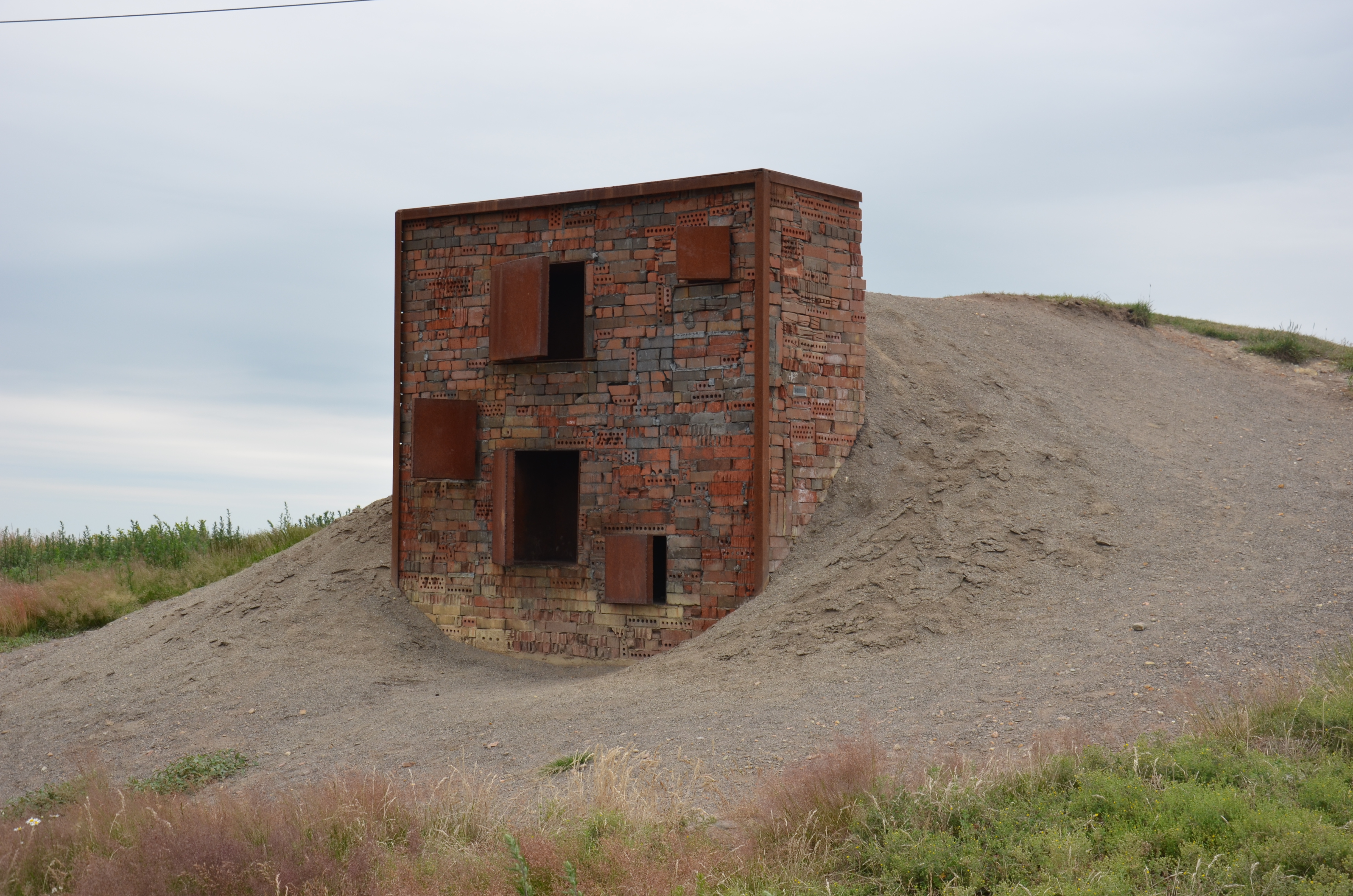
Bunker på Konst på Hög

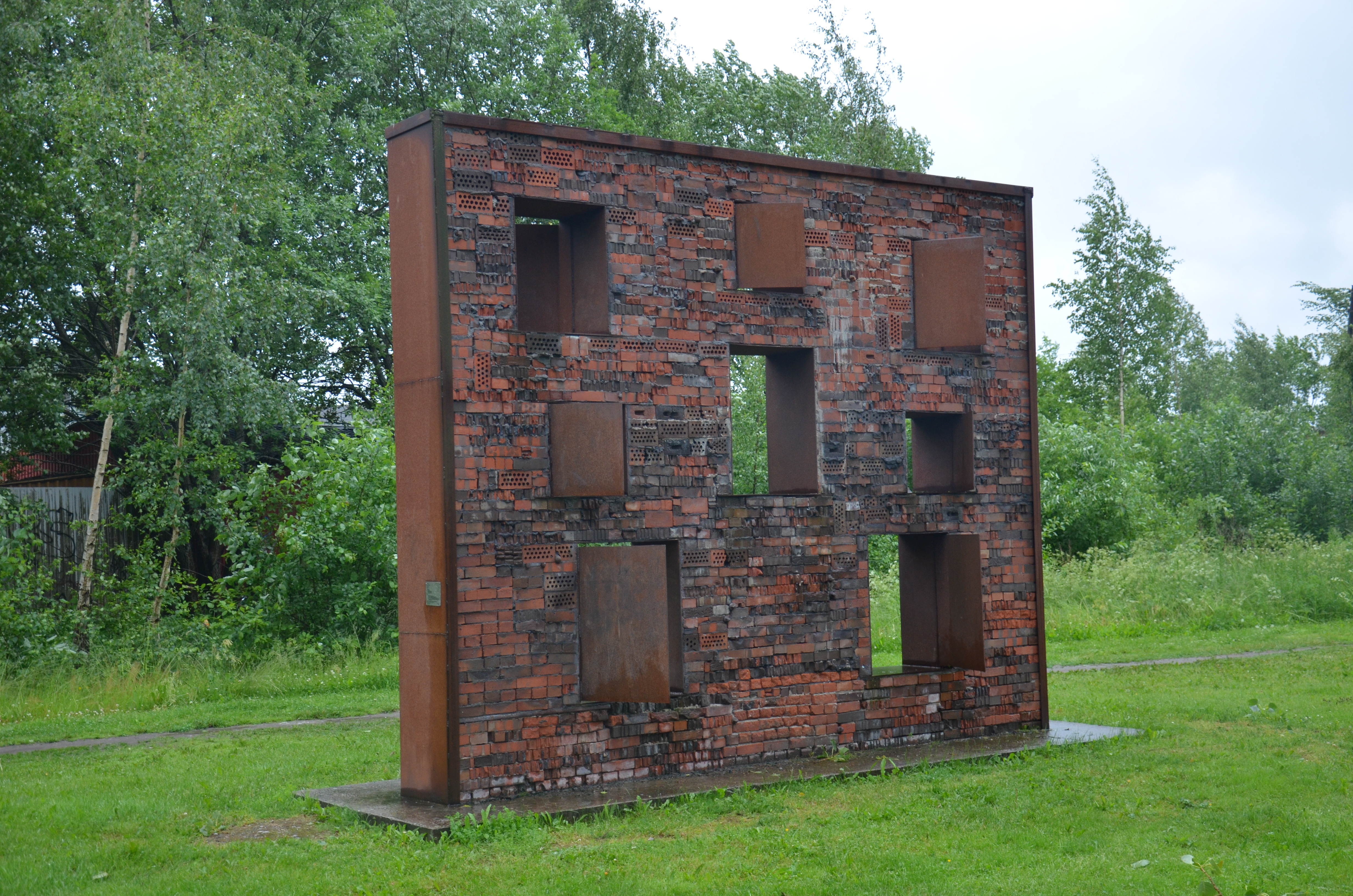
Backdoor i Örebro

James Walter Bates, född 31 mars 1958 i Staffordshire i Storbritannien, är en brittisk-svensk skulptör och målare.
James Bates växte upp i Birmingham i Storbritannien. Han utbildade sig på Liverpool College of Art 1977–80, Royal College of Art i London 1981–84 och Kungliga Konsthögskolan i Stockholm 1984–87. Han är bosatt i Örebro och har bland annat arbetat som huvudlärare i skulptur på Örebro Konstskola.

## Offentliga verk i urval
- Spiral Staircase, stålplåt. 1989, Tullhuset, Arlanda flygplats
- Backdoor, tegel och stål, 2001, Lilla Å-promenaden i Örebro
- Bunker, tegel och stål, 2002, Konst på Hög i Kumla kommun